# New Clear Days
New Clear Days è il primo album in studio del gruppo musicale inglese The Vapors, registrato tra il 1979 e il 1980 presso i Basing Street Studios e pubblicato nel giugno 1980 su etichetta United Artists.

## Il disco
L'album nella prima versione su LP contiene 11 tracce, tra cui i tre singoli estratti Turning Japanese, News at Ten e Waiting for the Weekend, mentre le versioni statunitense e canadese contengono anche Prisoners il singolo uscito nel marzo dello stesso anno, poco prima del lancio dell'album.
Entra in classifica nel giugno del 1980 per uscirne un mese dopo, raggiungendo il quarantaquattresimo posto, grazie anche al successo ottenuto dal singolo Turning Japanese, che ha raggiunto il terzo posto nella classifica dei singoli inglesi.

## Tracce

### Lato A
Testi e musiche di David Fenton, Edward Bazalgette.
1. Spring Collection – 2:52
2. Turning Japanese – 3:44
3. Cold War – 3:57
4. America – 2:22
5. Trains – 3:26
6. Bunkers – 3:54

### Lato B
1. News at Ten – 3:19
2. Somehow – 3:30
3. Sixty Second Interval – 3:50
4. Waiting for the Weekend – 3:00
5. Letter From Hiro – 6:25

### Bonus track[2]
1. Prisoners – 2:55
2. Sunstroke – 1:57
3. Here Comes The Judge (live) – 6:34
4. News at Ten (single version) – 3:21
5. Wasted – 2:48
6. Talk, Talk – 3:55
7. Waiting for the Weekend (single version)
8. Billy – 5:58

## Classifiche inglesi[5]
|                | Migliore | Periodo     |
| -------------- | -------- | ----------- |
| New Clear Days | 44°      | 6 settimane |

|                         | Migliore | Periodo      |
| ----------------------- | -------- | ------------ |
| Prisoners               | -        | -            |
| Turning Japanese        | 3°       | 13 settimane |
| News at Ten             | 44°      | 4 settimane  |
| Waiting for the Weekend | -        | -            |

## Formazione
- David Fenton- cantante, chitarrista
- Steve Smith - basso e cori
- Ed Bazalgette - chitarra
- Howard Smith - batteria